# Arraial
Arraial est une municipalité brésilienne située dans l'État du Piauí.